# هانز يورغن ستومبف
هانز يورغن ستومبف (بالألمانية: Hans-Jürgen Stumpff)‏ (15 يونيو 1889 - 9 مارس 1968)، كان جنرالًا ألمانيًا خلال الحرب العالمية الثانية وكان أحد الموقعين على استسلام ألمانيا غير المشروط في نهاية الحرب.

## المهنة العسكرية

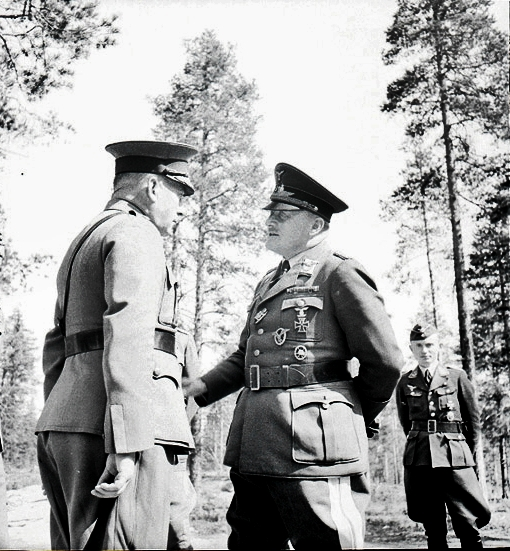
ستومبف (وسط) وهيالمر سيلسفو

التحق ستومبف بالجيش في عام 1907 وخدم في هيئة الأركان العامة خلال الحرب العالمية الأولى. وخلال جمهورية فايمار، شغل منصب ضابط أركان في وزارة الرايخويهر. وفي 1 سبتمبر 1933، أصبح ستومبف، برتبة المقدم كولونيل، رئيسًا للأفراد في «لوفتفافه» (غير القانونية). وبعد أن أصبحت لوفتفافه قانونية رسميًا في ألمانيا بسبب رفض النازيين لشروط معاهدة فرساي، شغل ستومبف منصب رئيس أركانها من 1 يونيو 1937 حتى 1 يناير 1939. وفي عام 1938، تمت ترقيته إلى رتبة جنرال الطيارين.
خلال الحرب العالمية الثانية، قاد ستومبف مختلف فرق لوفتفافه. في 19 يوليو 1940، تمت ترقيته إلى رتبة كولونيل عام ومنح وسام الفارس الصليبي الحديدي. وحتى نهاية عام 1943، أمر ستومبف لوفتفافه 5، التي شاركت في معركة بريطانيا، من النرويج ضد اسكتلندا وشمال إنجلترا. مُنح ستومبف وسام الفارس الصليبي الحديدي من ألمانيا النازية.
في يناير 1944، قاد ستومبف قوات لوفتفافه في حملة الدفاع عن الرايخ ضد هجمات قصف الحلفاء. في 8 مايو 1945، شارك ستومبف كممثل عن لوفتفافه في التوقيع على استسلام غير مشروط لألمانيا في برلين. أطلق ستومبف من الأسر البريطاني في عام 1947؛ توفي عام 1968.

## الجوائز والأوسمة
- وسام الفارس الصليبي الحديدي في 18 سبتمبر 1941 بصفته غنرال أوبرست ورئيس لوفتفافه 5 والقائد الأعلى شمالًا[1]

## روابط خارجية
- هانز يورغن ستومبف على موقع مونزينجر (الألمانية)